# Asplenium schizophyllum
Asplenium schizophyllum är en svartbräkenväxtart som beskrevs av Carl Frederik Albert Christensen.
Asplenium schizophyllum ingår i släktet Asplenium och familjen Aspleniaceae. Inga underarter finns listade i Catalogue of Life.